# Ноэма
Но́эма (греч. νόημα — «мысль»; прил. «ноэматический») — мысленное представление о предмете, или, другими словами, предметное содержание мысли; представленность предмета в сознании. Понятие феноменологии Э. Гуссерля, означающее содержание переживания сознания, когда мы рассматриваем последнее как сопряженное с чем-то трансцендентным самому реальному составу переживания, то есть ноэзису.
Таким образом, ноэма представляет собой интенциональный коррелят ноэзиса. Её содержание, то есть данное в ней бытие предмета, является идентичным в многообразии способов данности предмета, или в множестве конкретных ноэтических переживаний.
Термин разработан Гуссерлем в первой книге «Идей» в рамках проекта трансцендентальной феноменологии.
В качестве равнозначного употребляется также латинский термин cogitatum.

## Ноэзис и ноэма
Когда, осуществляя феноменологическую редукцию, мы «выключаем» естественную установку, на месте мира, данного в наивном состоянии сознания, появляются ноэзис и ноэма. Ноэзис — это переживание сознания, взятое само по себе, как феномен сознания вне всякого отношения к стоящему за ним бытию; ноэме же присущ «смысл» (она обладает «содержанием»), посредством которого она сопрягается со своим подразумеваемым предметом. Смысл — это предмет, как он дан в ноэме со всеми своими предикатами; он меняется от ноэмы к ноэме (например, от восприятия к восприятию того же предмета).
Следует ясно различать реальные (ноэтические) компоненты переживания и ноэматические компоненты, которые Гуссерль называет «ирреальными». Трансцендентное, представленное в переживании, — «это, конечно, нечто „данное“, причем — если верно и точно описывать переживание и ноэматически сознаваемое в нем в чистом интуировании — с очевидностью данное; однако это данное принадлежит к переживанию в совершенно ином смысле, нежели реальные, а тем самым настоящие, в собственном смысле, конституенты такового».

## Ноэма и трансцендентный предмет
Гуссерль поясняет отличие самого интенционального предмета от его представленности в ноэме: «Само дерево, вещь природы, не имеет ничего общего с этой воспринятостью дерева как таковой, каковая как смысл восприятия совершенно неотделима от соответствующего восприятия. Само дерево может сгореть, разложиться на свои химические элементы и т. д. Смысл же — смысл этого восприятия, нечто неотделимое от его сущности, — не может сгореть, в нем нет химических элементов, нет сил, нет реальных свойств».

## Состав ноэмы
Ноэму составляют: 1) ядро, 2) характеристики ядра (способ данности и модальности бытия) и 3) подразумеваемый предмет.

### Ядро
Ноэматическое ядро (предметный смысл) ноэмы — это собственно сам предмет, представленный определённым образом, — предмет, каким он дан в переживании сознания, со всеми своими конкретными свойствами, которые, возможно, изменятся в ином переживании этого же предмета. Это предмет в определённой направленности на него, в особом способе его представления. Например, в случае восприятия — это сама вещь, какой мы её сейчас видим; в случае суждения — содержание суждения, которое и отличает одно суждение от другого. Ноэматическое ядро — «интенциональный предмет», «принадлежный [переживанию сознания] и доступный имманентному описанию».
Материя (ядро) схватывается в объективирующем акте, лежащем в основе всякого полного акта сознания. Объективирующий акт — «первичный носитель материи». «Всякая материя есть материя… некоторого объективирующего акта».

### Характеристики ядра
Ноэматическое ядро — лишь часть ноэмы. Ядро является носителем характеристик.
Характеристики ядра принадлежат ноэме, а не ноэзе, схватываются «в являющемся предмете как таковом». Это характеристики, «обнаружимые в направленности взгляда на ноэматический коррелят, а не на переживание и его реальный состав. В них выражаются не „способы сознания“ в смысле ноэтических моментов, но те способы, какими дает себя сознаваемое и как таковое. Характеристики, так сказать, идеального, они и сами „идеальны“, а не реальны».
Гуссерль описывает два вида характеристик: способ данности и модальности бытия.

#### I измерение характеристик ядра: способ данности
Один и тот же предмет (например, одно и то же положение дел) может быть дан в живом восприятии, а может быть предметом представления, суждения, желания и т. п. способов данности. Способ данности — «общее свойство акта, которое характеризует акт или как просто представляющий, или как судящий, чувствующий, желающий и т. д.».
Различные способы данности исключают друг друга.
См. также: Основополагающие способы данности

#### II измерение характеристик ядра: «модальности бытия»
Степень нашей уверенности в действительности данного нам предмета может быть различной: то, что мы видим, слышим и т. д. может оказаться лишь иллюзией, «простой кажимостью». Соответственно, модальности бытия — это: достоверность, допущение, подозревание, вопрошание, сомнение и т. п. градации действительности.
В ноэзисе модальность — это характеристика верования (доксы), в ноэме — характеристика самого бытия. Например: в ноэзисе — уверенность в восприятии (то есть: я действительно вижу это, а не другое — человека, а не куст, — и не важно, не иллюзия ли это вообще), в ноэме — действительность воспринимаемого (в отличие от иллюзии); в ноэзисе — уверенное воспоминание, в ноэме — действительное бытие вспоминаемого (в прошлом).
Базовой (немодифицированной, «немодализированной») характеристикой является достоверность. Для ноэзы это достоверность верования — «праверование, или, иначе, прадокса», соответственно в ноэматическом корреляте это — достоверно, или действительно сущее. Оно фундирует в качестве праформы все модальности.
В основе всякого интенционального переживания (в том числе акта удовольствия, волевого акта и пр.) лежит доксический акт. Соответственно и «любой простой ноэматический коррелят заключает в себе либо „сущее“, либо какую-либо иную модальность бытия». Причина этого в том, что в основе всякого психического акта лежит объективирующий акт (см. Основополагающие способы данности), а «только доксическое cogito совершает актуальную объективацию».
Утверждение / отрицание — это определённого рода модификация какой-либо модальности верования, а именно — «подчёркивание» («подтверждение») либо, наоборот, «перечёркивание» модальной характеристики. Например, если взять модальность возможного, то утверждение как бы «соглашается», «подтверждает», что рассматриваемое нечто в самом деле возможно; отрицание, наоборот, перечёркивает возможность этого нечто.
Модальности бытия могут быть приложены многократно (например: не-невозможное; возможно, что вероятно, что возможно; и т. п.).
См. также: Модификация нейтральности

### Подразумеваемый предмет
Ноэматическое ядро (предметный смысл) «изменчиво-непостоянно» — это предмет, данный со всеми его изменчивыми свойствами, — «предмет как он интендирован». Но нужно различать «предмет как он интендирован и просто предмет, который интендирован» (например: «победитель при Аустерлице» и «побеждённый при Ватерлоо» — и общий интендированный предмет, — тот, о ком здесь идёт речь; «прямая» и «кратчайшая линия» — и общий им идеальный предмет). Последний — это то, что воспринимается, то, на что нацелено переживание. Это нечто тождественное в предмете при всех его изменениях, то есть при его явлениях в различных ноэмах с меняющимися предикатами, — то, что описывается предикатами, их носитель, «простое Х при абстрагировании от всех предикатов».
«…Говоря о сопряжении (и специально „направлении“) сознания на его предметное, мы отсылаемся к наивнутреннейшему моменту ноэмы. Это не само только что упоминавшееся ядро, а нечто такое, что, так сказать, составляет необходимую центральную точку ядра, функционируя в качестве „носителя“ специально принадлежных ему ноэматических своеобразий, а именно ноэматически модифицируемых свойств „подразумеваемого как такового“».